# Aygırgölü, Adilcevaz
Aygırgölü là một xã thuộc huyện Adilcevaz, tỉnh Bitlis, Thổ Nhĩ Kỳ. Dân số thời điểm năm 2011 là 33 người.